# 萨奇科维奇农村居民点
萨奇科维奇农村居民点（俄语：Сачковичское сельское поселение）是俄罗斯联邦布良斯克州克利莫沃区所属的一个农村居民点。其下辖有15个居民点，行政中心为萨奇科维奇。据2015年统计，该农村居民点的人口为1738人。